# Луциус Малфой
Луциус Малфой е герой от романите за Хари Потър. Смъртожаден, патриарх на семейството на чистокръвните магьосници. Живее със съпругата си Нарциса Малфой (родена Блек) в Малфой Мейнър в Уилтшир (заедно със сина Драко). Луциус е работил в Хогуортс, има връзки в Министерството на магията. Прави дарения на министерството, както и на болницата „Сейнт Мънго“. Получава образованието си в Хогуортс, където е бил префект в дома „Слидерин“.Той е един от последователите на Волдемор.